# Daniel Sawyer
Daniel Sawyer (n. 20 iunie 1882, Pine Island⁠(d), Minnesota, SUA – d. 5 iulie 1937, Clarendon Hills⁠(d), Illinois, SUA) a fost un jucător de golf ce a reprezentat Statele Unite ale Americii, medaliat olimpic. A participat la o ediție a Jocurilor Olimpice (1904) în care a câștigat o medalie de aur.

## Participări
Lista de mai jos prezintă principalele competiții la care a participat Daniel Sawyer de-a lungul carierei.
- golf at the 1904 Summer Olympics – men's team[*]